# بورکوالده
بورکوالده (به آلمانی: Borkwalde) یک شهر در آلمان است که در Brück واقع شده‌است. بورکوالده ۱٬۵۴۴ نفر جمعیت دارد.